# Епрев, Максим Сергеевич
Максим Сергеевич Епрев (Пустой шаблон {{ВД-Преамбула}} ) — российский хоккеист, защитник.

## Биография
Воспитанник подмосковного «Витязя», с сезона-2005/06 играл за чеховский «Витязь-2» в первой лиге. В сезоне-2007/08 дебютировал за главную команду, проведя в Суперлиге восемь матчей. В трёх следующих сезонах отыграл в КХЛ 21 матч. Также в сезоне-2008/09 провёл 19 матчей за МХК «Крылья Советов». 7 мая 2011 года перешёл в «Металлург» Новокузнецк. Провёл в октябре два матча в КХЛ и 1 ноября был переведён в клуб ВХЛ «Ермак», 31 мая 2012 расторг контракт по обоюдному согласию. 1 июня перешёл в ОХК «Динамо» Москва и провёл 27 матчей в ВХЛ за «Динамо» Балашиха. 5 сентября 2013 года расторг контракт и объявил о завершении карьеры.
С детства отмечался драками и дисквалификациями.